# Ambassade de France au Bénin
L'ambassade de France au Bénin est la représentation diplomatique de la République française en république du Bénin. Elle est située à Cotonou et son ambassadrice est, depuis 2024, Nadège Chouat.

## Ambassade
L'ambassade est située rue Jean-Paul II, à Cotonou. Le consulat se trouve avenue du Général de Gaulle.

## Ambassadeurs de France au Dahomey, puis au Bénin
| De      | À    | Ambassadeur            |
| ------- | ---- | ---------------------- |
| Dahomey |      |                        |
| 1960    | 1961 | René Tirant            |
| 1961    | 1964 | Jacques Dupont         |
| 1964    | 1969 | Guy Georgy             |
| 1969    | 1972 | Louis Delamare         |
| 1972    | 1976 | Michel Van Grevenynghe |
| Bénin   |      |                        |
| 1976    | 1978 | Jean Meadmore          |
| 1978    | 1982 | Pierre Decamps         |
| 1982    | 1984 | Hugues Homo            |
| 1984    | 1989 | François Gendreau      |
| 1989    | 1992 | Guy Azaïs              |
| 1992    | 1994 | Jean-Paul Taix         |
| 1994    | 1997 | Catherine Boivineau    |
| 1997    | 2000 | Jacques Courbin        |
| 2000    | 2003 | François Mimin         |
| 2003    | 2007 | Christian Daziano      |
| 2007    | 2011 | Hervé Besancenot       |
| 2011    | 2013 | Jean-Paul Monchau      |
| 2013    | 2016 | Aline Kuster-Ménager   |
| 2016    | 2020 | Véronique Brumeaux     |
| 2020    | 2024 | Marc Vizy              |
| 2024    | auj. | Nadège Chouat          |

## Relations diplomatiques
Les relations entre la  France et le Bénin ont pris de l'importance à partir de 1990 et de la visite du président de la République, Jacques Chirac en 1995.

## Consulat

### Communauté française
Le nombre de Français établis au Bénin est estimé à plus de 4 500. Au 31 décembre 2016, 3 797 sont inscrits sur les registres consulaires au Bénin. La grande majorité réside à Cotonou.
| 2001  | 2002  | 2003  | 2004  |
| ----- | ----- | ----- | ----- |
| 3 127 | 3 349 | 3 535 | 3 694 |

| 2005  | 2006  | 2007  | 2008  |
| ----- | ----- | ----- | ----- |
| 3 366 | 3 722 | 3 025 | 3 332 |

| 2009  | 2010  | 2011  | 2012  |
| ----- | ----- | ----- | ----- |
| 3 435 | 3 584 | 3 694 | 3 574 |

| 2013  | 2014  | 2015  | 2016  |
| ----- | ----- | ----- | ----- |
| 3 755 | 3 791 | 3 833 | 3 797 |

| 2017  | 2018  | 2019  | 2020  |
| ----- | ----- | ----- | ----- |
| 3 687 | 3 629 | 3 727 | 3 547 |

### Circonscriptions électorales
Depuis la loi du 22 juillet 2013 réformant la représentation des Français établis hors de France avec la mise en place de conseils consulaires au sein des missions diplomatiques, les ressortissants français du Bénin élisent pour six ans trois conseillers consulaires. Ces derniers ont trois rôles : 
1. ils sont des élus de proximité pour les Français de l'étranger ;
2. ils appartiennent à l'une des quinze circonscriptions qui élisent en leur sein les membres de l'Assemblée des Français de l'étranger ;
3. ils intègrent le collège électoral qui élit les sénateurs représentant les Français établis hors de France.

Pour l'élection à l'Assemblée des Français de l'étranger, le Bénin appartenait jusqu'en 2014 à la circonscription électorale de Brazzaville, comprenant aussi le Ghana, le Nigeria et le Togo, et désignant deux sièges. Le Bénin appartient désormais à la circonscription électorale « Afrique occidentale » dont le chef-lieu est Dakar et qui désigne quatre de ses 26 conseillers consulaires pour siéger parmi les 90 membres de l'Assemblée des Français de l'étranger. 
Pour l'élection des députés des Français de l’étranger, le Bénin dépend de la 10e circonscription.